# Coscinaraea monile
Coscinaraea monile is een rifkoralensoort uit de familie van de Coscinaraeidae. De wetenschappelijke naam van de soort is voor het eerst geldig gepubliceerd in 1775 door Forskal.